# Koalicja Partii na rzecz Demokracji
Concertación de Partidos por la Democracia (hiszp. „Koalicja Partii na rzecz Demokracji”) – centrolewicowy sojusz chilijskich partii politycznych. W jego skład wchodzą obecnie następujące partie:
- Chrześcijańsko-Demokratyczna Partia Chile (Partido Demócrata Cristiano de Chile, PDC)
- Partia dla Demokracji (Partido por la Democracia, PPD)
- Socjalistyczna Partia Chile (Partido Socialista de Chile, PS)
- Socjaldemokratyczna Partia Radykalna (Partido Radical Socialdemócrata, PRSD)

Kandydaci tej koalicji zwyciężali we wszystkich wyborach prezydenckich w Chile od obalenia rządów Augusto Pinocheta w 1990 do 2009 r. Byli to następujący politycy: Patricio Aylwin, Eduardo Frei, Ricardo Lagos i Michelle Bachelet.

## Poparcie
| Wybory | Poparcie | Zmiana punktów procentowych | Mandaty (Izba deputowanych) | Zmiana |
| ------ | -------- | --------------------------- | --------------------------- | ------ |
| 1989   | 51,49%   | -                           | 69                          | -      |
| 1993   | ?        | ?                           | 69                          | -      |
| 1997   | 50,55%   | ?                           | 70                          | 1      |
| 2001   | 47,96%   | 2,59                        | 62                          | 8      |
| 2005   | 51,78 %  | 3,82                        | 65                          | 3      |
| 2009   | 44,36%   | 7,42                        | 58                          | 7      |